# Wheatland (Kalifornija)
Wheatland je grad u američkoj saveznoj državi Kalifornija. Prema popisu stanovništva iz 2010. u njemu je živjelo 3.456 stanovnika.